# Yasmine Al Massri
Yasmine Al Massri (Beirut, 21 de noviembre de 1978) es una actriz y bailarina de origen libanés. Es ciudadana francesa y estadounidense. Hizo su debut cinematográfico en la película Caramel en 2007. En 2015, interpretó a las gemelas idénticas Nimah Amin y Raina Amin, en la serie de suspense de ABC Quantico.

## Biografía
Yasmine Al Massri nació el 21 de noviembre de 1978 en Beirut (Líbano), de padre palestino y madre egipcia. Aunque, a los 20 años se mudó a París (Francia) para vivir y estudiar, y en 2007 se graduó en la École nationale supérieure des Beaux-Arts con un título en multimedia y actuación en vivo.
Comenzó su carrera en el baile en 2000 cuando se unió a la compañía de danza Souraya Baghdadi en París. Donde aprendió danza clásica junto con formas de danza árabe, africana, flamenca y salsa. Posteriormente creó sus propios videos de performance, muchos de los cuales se han exhibido en festivales de performance de todo el mundo.
Hizo su debut en la pantalla grande en 2007 en la película de comedia dramática libanesa con temática LGBT, Caramel, la película, dirigida por Nadine Labaki, fue ampliamente aclamada por la crítica. La película se presentó en el Festival Internacional de Cine de Cannes de 2007. Por su interpretación en la película recibió el Premio a la Mejor Actriz en el Festival de Cine de Abu Dhabi de 2007, y el mismo año una nominación a Mejor Actriz en los Asia Pacific Screen Awards. Después de Caramel, protagonizó las películas de producción internacional Al-mor wa al rumman, Al Juma Al Akheira, y Miral.
En 2014, hizo su debut en la televisión estadounidense, en un papel protagónico en la serie dramática de NBC, Crossbones, junto a John Malkovich. La serie está basada en el libro The Republic of Pirates, de Colin Woodard. En 2015, fue elegida junto a Priyanka Chopra y Aunjanue Ellis en la serie de suspense de ABC Quantico donde interpreta dos personajes: las gemelas idénticas Nimah y Raina Amin.
En mayo de 2016, se convirtió en ciudadana de los Estados Unidos. Actualmente, vive en Los Ángeles con su esposo el productor y actor de origen palestino, Michael Desante, con el que tiene un hijo llamado Liam.

## Filmografía
| Año       | Título                            | Papel                       | Notas                                                     | Ref.   |
| --------- | --------------------------------- | --------------------------- | --------------------------------------------------------- | ------ |
| 2007      | Caramel                           | Nisrine                     | Nominada - Mejor Actriz en los Asia Pacific Screen Awards | [ 7 ]  |
| 2008      | Al-mor wa al rumman               | Kamar                       |                                                           |        |
| 2010      | Miral                             | Nadia                       |                                                           |        |
| 2011      | Al Juma Al Akheira                | Dalal                       |                                                           |        |
| 2014      | Crossbones                        | Selima El Sharad            | Papel principal, 9 episodios                              | [ 15 ] |
| 2015-2017 | Quantico                          | Nimah & Raina Amin          | Papel principal, 44 episodios                             |        |
| 2018      | Law & Order: Special Victims Unit | Tara                        | Episodio: «Flight Risk»                                   |        |
| 2020-2021 | Castlevania                       | Morana, hermana de Carmilla | Voz, temporada 3; 7 episodios                             | [ 16 ] |
| 2020      | Refugee                           | Amira                       | Cortometraje                                              |        |
| 2022      | Salvation Has No Name             | Mujer                       | Voz, cortometraje stop-motion                             | [ 17 ] |
| 2023-2024 | Mickey Mouse Funhouse             | Bast (voz)                  | 2 episodios                                               |        |
| 2024      | Thank You for Banking with Us     | Noura                       | Largometraje                                              | [ 18 ] |
| 2024      | The Strangers' Case               | Amira Homsi                 | Cortometraje                                              | [ 19 ] |